# بيفل نونيز
بيفل نونيز هو مغني دومينيكاني، ولد في القرن العشرين في سانتو دومينغو في جمهورية الدومينيكان.

## وصلات خارجية
- بيفل نونيز على موقع IMDb (الإنجليزية)
- بيفل نونيز على موقع ميوزك برينز (الإنجليزية)
- بيفل نونيز على موقع أول ميوزيك (الإنجليزية)
- بيفل نونيز على موقع ديسكوغز (الإنجليزية)